# Estcourtiana litura
Estcourtiana litura es una especie de insecto coleóptero de la familia Chrysomelidae.
Fue descrita científicamente en 1871 por Gerstaecker.